# Mangora punctipes
Mangora punctipes är en spindelart som först beskrevs av Władysław Taczanowski 1878.  Mangora punctipes ingår i släktet Mangora och familjen hjulspindlar.
Artens utbredningsområde är Peru. Inga underarter finns listade i Catalogue of Life.